# Tsubasa Yokotake
Tsubasa Yokotake (japanisch 横竹 翔 Yokotake Tsubasa; * 30. August 1989 in der Präfektur Hiroshima) ist ein ehemaliger japanischer Fußballspieler.

## Karriere
Yokotake erlernte das Fußballspielen in der Jugendmannschaft von Sanfrecce Hiroshima. Seinen ersten Vertrag unterschrieb er 2008 bei Sanfrecce Hiroshima. Der Verein spielte in der zweithöchsten Liga des Landes, der J2 League. 2008 wurde er mit dem Verein Meister der J2 League und stieg in die J1 League auf. Für den Verein absolvierte er 55 Erstligaspiele. 2013 wechselte er zum Zweitligisten Gainare Tottori. Am Ende der Saison 2013 stieg der Verein in die J3 League ab. Für den Verein absolvierte er 42 Ligaspiele. Ende 2014 wurde sein Vertrag nicht verlängert und er war bis Februar 2015 vertrags- und vereinslos. Im März 2015 wurde er bis Ende des Jahres vom Igosso Kochi FC unter Vertrag genommen. Kōchi United SC verpflichtete ihn Anfang 2016. Ende 2019 stieg er mit dem Klub in die vierte Liga auf. Am Ende der Saison 2024 wurde er mit dem Verein Vizemeister und qualifizierte sich für die Aufstiegsspiele zur dritten Liga. Hier konnte man sich gegen den Drittligisten YSCC Yokohama durchsetzen und stieg somit in die dritte Liga auf. Nach dem Aufstieg beendete er seine Karriere als Fußballspieler.

## Erfolge
Sanfrecce Hiroshima
- Japanischer Meister: 2012
- Japanischer Supercup-Sieger: 2013
- Japanischer Ligapokalfinalist: 2010

Kōchi United SC
- Japanischer Viertligavizemeister: 2024  ▲